# Joysticks
Joysticks is een Amerikaanse komische film uit 1983 onder regie van Greydon Clark.

## Verhaal
Jefferson Bailey (Scott McGinnis) runt de populairste arcadespeelhal in de stad, wat de woede wekt van de lokale zakenman Joseph Rutter (Joe Don Baker). Samen met zijn twee onhandige neven probeert Rutter Bailey in de val te lokken om zijn bedrijf te sluiten. Bailey, echter, is op de hoogte van het plan en werkt samen met zijn beste vrienden Eugene Groebe (Leif Green) en McDorfus (Jim Greenleaf) om dit te stoppen. Hun strijd komt ook tot uiting in een videogame-duel tegen de punker King Vidiot (Jon Gries).

## Rolverdeling
| Acteur            | Personage                |
| ----------------- | ------------------------ |
| Joe Don Baker     | Joseph Rutter            |
| Leif Green        | Eugene Groebe            |
| Jim Greenleaf     | Jonathan Andrew McDorfus |
| Scott McGinnis    | Jefferson Bailey         |
| Jon Gries         | King Vidiot              |
| Corinne Bohrer    | Patsy Rutter             |
| John Diehl        | Arnie                    |
| John Voldstad     | Max                      |
| Reid Cruickshanks | Coach Straight           |
| Morgan Lofting    | Mrs. Rutter              |
| Kym Malin         | Lola                     |
| Kim G. Michel     | Alva                     |
| Jacqulin Cole     | Alexis Wheeler           |
| Logan Ramsey      | Mayor Neville            |
| Justine Lenore    | Nurse Tubitt             |

## Productie
Regisseur Greydon Clark besloot om zijn volgende film een R-rated tienerkomedie te maken, gebaseerd op videogames, nadat hij een groep tieners in de lobby van een testvertoning van zijn vorige film Wacko had zien spelen. De oorspronkelijke titel van de film was Video Madness. De productie duurde 13 dagen. Midway Games stond de film toe om afbeeldingen en arcademachines van Pac-Man te gebruiken, evenals andere arcadegames zoals Satan's Hollow en het toen nog niet uitgebrachte Super Pac-Man. De film toont ook een game van Computer Kinetics Corp, genaamd Stripper.

## Release
De film werd op 4 maart 1983 in de Verenigde Staten uitgebracht door Jensen Farley Pictures en behaalde in zijn eerste week een brutowinst van $3.952.448. De film werd later uitgebracht op VHS en Betamax door Vestron Video, en in 2006 door Liberation Entertainment op DVD. In 2013 werd de film als 30th anniversary editie op Blu-ray uitgebracht door Scorpion.